# کیزیل-یار (شهرستان استرلیباشفسکی، باشقیرستان)
کیزیل-یار (انگلیسی: Kyzyl-Yar, Sterlibashevsky District, Republic of Bashkortostan) یک شهرک در شهرستان استرلیباشفسکی استان باشقیرستان کشور روسیه است.